# Dictyna donaldi
Dictyna donaldi là một loài nhện trong họ Dictynidae.
Loài này thuộc chi Dictyna. Dictyna donaldi được Arthur Merton Chickering miêu tả năm 1950.